# Élections sénatoriales de 2017 représentant les Français établis hors de France
Les élections sénatoriales représentant les Français établis hors de France ont lieu le dimanche 24 septembre 2017. Elles ont pour but d'élire les sénateurs représentant les Français résidant à l'étranger au Sénat pour un mandat de six années.

## Contexte politique
Lors des élections sénatoriales de 2011 représentant les Français établis hors de France, six sénateurs ont été élus selon un mode de scrutin proportionnel : deux PS et quatre UMP.

## Sénateurs sortants
| Sénateur | Sénateur               | Parti | Fonctions lors de l'élection en 2011 |
| -------- | ---------------------- | ----- | ------------------------------------ |
|          | Hélène Conway-Mouret   | PS    | Conseillère de l'AFE à Dublin        |
|          | Jean-Yves Leconte      | PS    | Conseiller de l'AFE à Vienne         |
|          | Louis Duvernois        | LR    | Sénateur sortant                     |
|          | Christiane Kammermann  | LR    | Sénatrice sortante                   |
|          | Jean-Pierre Cantegrit  | LR    | Sénateur sortant                     |
|          | Joëlle Garriaud-Maylam | LR    | Sénatrice sortante                   |

## Présentation des listes et des candidats
Depuis la loi du 22 juillet 2013 réformant la représentation des Français établis hors de France avec la mise en place de conseils consulaires au sein des missions diplomatiques, les sénateurs sont élus par un collège de 533 membres composé des 442 conseillers consulaires élus en mai 2014 dans les circonscriptions consulaires du monde entier, des 68 délégués consulaires élus en même temps dans les circonscriptions ayant le plus de Français inscrits au registre mondial et des députés et sénateurs les représentant. Les sénateurs représentant les Français de l'étranger sont élus au scrutin proportionnel plurinominal. Leur nombre reste inchangé, six sénateurs sont à élire et huit candidats doivent être présentés sur la liste pour qu'elle soit validée. Chaque liste de candidats est obligatoirement paritaire et alterne entre les hommes et les femmes. Plusieurs listes seront déposées. Elles sont présentées ici dans l'ordre de leur dépôt au secrétariat général de l'Assemblée des Français de l'étranger et comportent l'intitulé figurant aux dossiers de candidature.
Les listes présentées sont les listes officielles à la suite de leur publication au Journal officiel de la République française.

### Parti socialiste: "Liste Français du Monde, la gauche unie, écologiste et solidaire."
| N° | Candidats | Candidats                | Parti | Principale fonction                                                     |
| -- | --------- | ------------------------ | ----- | ----------------------------------------------------------------------- |
| 01 |           | Hélène Conway-Mouret     | PS    | Sénatrice sortante                                                      |
| 02 |           | Jean-Yves Leconte        | PS    | Sénateur sortant                                                        |
| 03 |           | Laure Pallez             | PS    | Présidente de la commission Finances, Budget et Fiscalité de l'AFE      |
| 04 |           | Mehdi Benlahcen Tlemcani | PS    | Président du groupe "Français du monde, écologie et solidarité" à l'AFE |
| 05 |           | Annie Michel             | PS    | Vice-présidente de la commission des affaires sociales de l'AFE         |
| 06 |           | Jean-Marc Ville          | PS    | Conseiller consulaire à Cuba                                            |
| 07 |           | Martine Vautrin-Djedidi  | PS    | Membre du bureau de l'AFE                                               |
| 08 |           | Guy Sukho                | PS    | Conseiller à l'AFE pour la circonscription Afrique occidentale          |

### La République en marche: "Ensemble, une force pour les Français de l'Étranger!"
| N° | Candidats | Candidats                    | Parti | Principale fonction                                             |
| -- | --------- | ---------------------------- | ----- | --------------------------------------------------------------- |
| 01 |           | Philippe Grangeon            | LREM  | Conseiller d'Emmanuel Macron                                    |
| 02 |           | Sophie Lartilleux-Suberville | LR    | Conseillère consulaire pour la circonscription de San Francisco |
| 03 |           | Marc Villard                 | LREM  | Président de l'AFE                                              |
| 04 |           | Radya Rahal                  | UDI   | Conseillère à l’AFE pour la circonscription Afrique du Nord     |
| 05 |           | Bruno Pludermacher           | Cap21 | Conseiller consulaire pour la circonscription de Munich         |
| 06 |           | Anne Boulo                   | LREM  | Conseillère à l’AFE pour la circonscription Asie et Océanie     |
| 07 |           | Ousmane Ouedraogo            | LREM  | Conseiller à l’AFE pour la circonscription Afrique occidentale  |
| 08 |           | Marie-José Caron             | LREM  | Conseillère à l’AFE pour la circonscription Europe du Nord      |

### Les Républicains: "Union pour les Français de l'étranger"
| N° | Candidats | Candidats                   | Parti | Principale fonction                                                                |
| -- | --------- | --------------------------- | ----- | ---------------------------------------------------------------------------------- |
| 01 |           | Joëlle Garriaud-Maylam      | LR    | Sénatrice sortante                                                                 |
| 02 |           | Olivier Piton               | LR    | Conseiller à l’AFE pour la circonscription États-Unis                              |
| 03 |           | Fabienne Blineau            | LR    | Conseillère à l’AFE pour la circonscription Asie centrale et Moyen-Orient          |
| 04 |           | Hervé Sérol                 | LR    | Conseiller à l’AFE pour la circonscription Afrique centrale, australe et orientale |
| 05 |           | Linda Chevalier             | LR    | Déléguée consulaire pour la circonscription de Genève                              |
| 06 |           | Gérard Signoret             | LR    | Conseiller à l’AFE pour la circonscription Amérique latine et Caraïbes             |
| 07 |           | Lusine Bardon-Hambardzumyan | LR    | Conseillère consulaire en Arménie et Géorgie                                       |
| 08 |           | Benjamin Devos              | LR    | Conseiller consulaire pour la circonscription de Pékin                             |

### Les Républicains dissidents et UDI: "Agir ensemble pour les Français de l’étranger"
| N° | Candidats | Candidats           | Parti | Principale fonction                                                                         |
| -- | --------- | ------------------- | ----- | ------------------------------------------------------------------------------------------- |
| 01 |           | Ronan Le Gleut      | LR    | Conseiller à l’AFE pour la circonscription Allemagne, Autriche, Slovaquie, Slovénie, Suisse |
| 02 |           | Régine Prato        | LR    | Conseiller à l’AFE pour la circonscription Afrique du Nord                                  |
| 03 |           | Marc Albert Cormier | UDI   | Conseiller consulaire                                                                       |
| 04 |           | Carole Rogers       | UDI   | Déléguée consulaire                                                                         |
| 05 |           | Gilbert Mennetret   | LR    | Conseiller consulaire                                                                       |
| 06 |           | Tannya Bricard      | UDI   | Conseillère consulaire                                                                      |
| 07 |           | Guillaume Éloy      | LR    | Conseiller à l’AFE pour la circonscription Europe centrale et orientale                     |
| 08 |           | Martine Voron       | LR    | Conseillère consulaire                                                                      |

### Les Républicains dissidents: "Français de l'étranger, relevons la tête!"
| N° | Candidats | Candidats            | Parti | Principale fonction                                                                          |
| -- | --------- | -------------------- | ----- | -------------------------------------------------------------------------------------------- |
| 01 |           | Louis Duvernois      | LR    | Sénateur sortant                                                                             |
| 02 |           | Nadine Fouques-Weiss | LR    | Conseillère à l’AFE pour la circonscription Allemagne, Autriche, Slovaquie, Slovénie, Suisse |
| 03 |           | Jacques Brion        | LR    | Conseiller consulaire                                                                        |
| 04 |           | Graziella Salloum    | LR    |                                                                                              |
| 05 |           | Louis-Paul Heussaff  | LR    | Conseiller consulaire pour les Philippines                                                   |
| 06 |           | Laurence Ledger      | LR    | Conseillère consulaire pour la Jordanie et l'Irak                                            |
| 07 |           | Patrick Pagni        | LR    | Délégué consulaire                                                                           |
| 08 |           | Claude Anttila       | LR    | Conseillère consulaire pour la Finlande, la Lituanie, la Lettonie, l'Estonie                 |

### Liste Georges-Francis Seingry: "Rassemblement des Indépendants - Servir les Français de l'étranger"
| N° | Candidats | Candidats                         | Parti | Principale fonction                                    |
| -- | --------- | --------------------------------- | ----- | ------------------------------------------------------ |
| 01 |           | Georges-Francis Seingry           | DVD   | Vice-président de l'AFE                                |
| 02 |           | Anne-Marie Ballande               | DVD   | Conseillère consulaire au Brésil                       |
| 03 |           | Jean-Bernard Palthey              | DVD   | Conseiller consulaire pour la Suisse                   |
| 04 |           | Joëlle Valeri                     | DVD   | Conseillère consulaire au Gabon                        |
| 05 |           | Sebastien de Tholomese de Prinsac | DVD   | Conseiller consulaire pour la Russie et la Biélorussie |
| 06 |           | Élisabeth Iltis                   | DVD   | Déléguée consulaire pour la Belgique                   |
| 07 |           | Robert Labro                      | DVD   | Ancien conseiller à l'AFE                              |
| 08 |           | Olivia Richard                    | DVD   | Collaboratrice parlementaire de Robert del Picchia     |

### Liste Jean-Pierre Bansard: "Bansard 2017: La Voix des Français de l'étranger"
| N° | Candidats | Candidats                 | Parti | Principale fonction                                                                |
| -- | --------- | ------------------------- | ----- | ---------------------------------------------------------------------------------- |
| 01 |           | Jean-Pierre Bansard       | ASFE  | Ancien membre de l’AFE au titre des « personnalités qualifiées »                   |
| 02 |           | Évelyne Renaud-Garabedian | ASFE  | Cofondatrice de l'ASFE                                                             |
| 03 |           | Damien Regnard            | ASFE  | Conseiller à l'AFE pour la circonscription États-Unis                              |
| 04 |           | Mylène Audirac-Dosal      | ASFE  | Conseillère consulaire au Mexique                                                  |
| 05 |           | Emmanuel Cruz             | ASFE  | Délégué consulaire au Luxembourg                                                   |
| 06 |           | Sophie Ferrand-Hazard     | ASFE  | Conseillère consulaire au Cap                                                      |
| 07 |           | Bruno Dell'Aquila         | ASFE  | Conseiller à l'AFE pour la circonscription Afrique centrale, australe et orientale |
| 08 |           | Évelyne Davenet-Inuzuka   | ASFE  | Conseillère consulaire au Japon                                                    |

### EELV, Parti pirate et gauche radicale: "Union Citoyenne, Solidaire et Ecologiste"
| N° | Candidats | Candidats          | Parti | Principale fonction                                                     |
| -- | --------- | ------------------ | ----- | ----------------------------------------------------------------------- |
| 01 |           | David Millet       | EELV  | Conseiller consulaire à Haïti                                           |
| 02 |           | Florence Poznanski | DVG   | Conseillère consulaire au Brésil                                        |
| 03 |           | Éric Bourguignon   | PCF   |                                                                         |
| 04 |           | Anne-Sophie Krys   | PP    |                                                                         |
| 05 |           | Vincent Buard      | E!    |                                                                         |
| 06 |           | Éléonore Gachet    | DVG   |                                                                         |
| 07 |           | Philippe Noël      | AE    | Conseiller consulaire en Andorre                                        |
| 08 |           | Cécile Lavergne    | EELV  | Conseillère à l’AFE pour la circonscription Amérique latine et Caraïbes |

### Liste Éric-André Vigneron: "Vite et loin"
| N° | Candidats | Candidats           | Parti | Principale fonction                           |
| -- | --------- | ------------------- | ----- | --------------------------------------------- |
| 01 |           | Éric-André Vigneron | DVD   | Avocat au Québec et en République dominicaine |
| 02 |           | Françoise Maurice   | DVD   | Chef d'entreprise aux États-Unis              |
| 03 |           | Philippe Schafer    | DVD   | Agent immobilier                              |
| 04 |           | Rosalie Lienafa     | DVD   | Gestionnaire immobilier en Martinique         |
| 05 |           | Dominique Bouchard  | DVD   | Gestionnaire Gifi aux États-Unis              |
| 06 |           | Monique Caubet      | DVD   | Gérante de STE en Martinique                  |
| 07 |           | Serge Lecoq         | DVD   | Promoteur immobilier                          |
| 08 |           | Virginie Van Damme  | DVD   | Assistante de direction au Québec             |

### Liste"Alliance Écologiste Indépendante"
| N° | Candidats | Candidats              | Parti | Principale fonction |
| -- | --------- | ---------------------- | ----- | ------------------- |
| 01 |           | Naïma Moghir           | AEI   |                     |
| 02 |           | Alexis Boudaud Anduaga | AEI   |                     |
| 03 |           | Aicha Ettair           | AEI   |                     |
| 04 |           | Rosan Hurtus           | AEI   |                     |
| 05 |           | Laetitia Hirsch        | AEI   |                     |
| 06 |           | François Dossa         | AEI   |                     |
| 07 |           | Khadija Benyaich       | AEI   |                     |
| 08 |           | Denis Picard           | AEI   |                     |

## Résultats
| Tête de liste                                                      | Tête de liste            | Liste                                      | Voix | %     | Sièges |  |
| ------------------------------------------------------------------ | ------------------------ | ------------------------------------------ | ---- | ----- | ------ |  |
|                                                                    | Jean-Pierre Bansard      | Divers droite (ASFE)                       | 132  | 25,34 | 2      |  |
| Bansard 2017 : La voix des Français de l'étranger                  |                          |                                            | 132  | 25,34 | 2      |  |
|                                                                    | Hélène Conway-Mouret     | Parti socialiste                           | 132  | 25,34 | 2      |  |
| Français du Monde, la gauche unie, écologiste et solidaire         |                          |                                            | 132  | 25,34 | 2      |  |
|                                                                    | Joëlle Garriaud-Maylam   | Les Républicains                           | 84   | 16,12 | 1      |  |
| Union pour les Français de l'étranger                              |                          |                                            | 84   | 16,12 | 1      |  |
|                                                                    | Ronan Le Gleut           | Divers droite (LR - UDI)                   | 58   | 11,13 | 1      |  |
| Agir ensemble pour les Français de l'étranger                      |                          |                                            | 58   | 11,13 | 1      |  |
|                                                                    | Philippe Grangeon        | La République en marche (LR - UDI - Cap21) | 50   | 9,60  | 0      |  |
| Ensemble, une force pour les Français de l'étranger                |                          |                                            | 50   | 9,60  | 0      |  |
|                                                                    | David Millet             | Divers gauche (EELV - PP - PCF - E! - AE)  | 29   | 5,57  | 0      |  |
| Union citoyenne, solidaire et écologiste                           |                          |                                            | 29   | 5,57  | 0      |  |
|                                                                    | Louis Duvernois          | Divers droite (LR)                         | 23   | 4,41  | 0      |  |
| Français de l'étranger, relevons la tête !                         |                          |                                            | 23   | 4,41  | 0      |  |
| Georges-Francis Seingry                                            | Divers droite            | 12                                         | 2,30 | 0     |        |  |
| Rassemblement des Indépendants - Servir les Français de l'étranger |                          | 12                                         | 2,30 | 0     |        |  |
|                                                                    | Naïma Moghir             | Écologiste (AEI)                           | 1    | 0,19  | 0      |  |
| Alliance écologiste indépendante                                   |                          |                                            | 1    | 0,19  | 0      |  |
|                                                                    | Éric-André Vigneron      | Divers                                     | 0    | 0,00  | 0      |  |
| Vite et loin                                                       |                          |                                            | 0    | 0,00  | 0      |  |
|                                                                    |                          |                                            |      |       |        |  |
| Suffrages exprimés                                                 | Suffrages exprimés       | Suffrages exprimés                         | 521  | 99,43 |        |  |
| Votes blancs                                                       | Votes blancs             | Votes blancs                               | 1    | 0,19  |        |  |
| Votes nuls                                                         | Votes nuls               | Votes nuls                                 | 2    | 0,38  |        |  |
| Total                                                              | Total                    | Total                                      | 524  | 100   | 6      |  |
| Abstention                                                         | Abstention               | Abstention                                 | 9    | 1,69  |        |  |
| Inscrits / participation                                           | Inscrits / participation | Inscrits / participation                   | 533  | 98,31 |        |  |

### Sénateurs élus
| Sénateur | Sénateur                  | Parti |
| -------- | ------------------------- | ----- |
|          | Hélène Conway-Mouret      | PS    |
|          | Jean-Yves Leconte         | PS    |
|          | Jean-Pierre Bansard       | ASFE  |
|          | Évelyne Renaud-Garabedian | ASFE  |
|          | Joëlle Garriaud-Maylam    | LR    |
|          | Ronan Le Gleut            | LR    |

Les sénateurs Joëlle Garriaud-Maylam, Ronan Le Gleut, Jean-Pierre Bansard et Évelyne Renaud-Garabedian siègent dans le groupe Les Républicains, Hélène Conway-Mouret et Jean-Yves Leconte dans le groupe socialiste. Damien Regnard, qui succède à Jean-Pierre Bansard le 28 juillet 2018 est inscrit au groupe Les Républicains).